# Іоганн Генріх (маркграф Моравії)
Йоганн Генріх (нім. Johann Heinrich, чеськ. Jan Jindřich; 12 лютого 1322 — 12 листопада 1375) — 15-й граф Тіролю в 1335—1341 роках, 11-й маркграф Моравії у 1349—1375 роках.

## Життєпис
Походив з династії Люксембургів. Третій син Яна I, короля Богемії, та Єлизавети Пржемислівни. Народився 1322 року в Мельнику. На момент його народження шлюб його батьків уже був розірваний; його мати втекла до двору зятя Генріха XIV Віттельсбаха, герцога Нижньої Баварії. Іоганн Генріх виховувався в Камі (Верхній Пфальц).
1327 року в рамках домовленостей між своїм батьком і колишнім богемським королем Генріхом Горицьким, герцогом Каринтії і графом Тіролю Йоганн Генріх заручився з донькою останнього Маргаритою. Оскільки у Генріха Горицького не було синів, король Ян I очікував значного розширення люксембурзьких земель і контролю над тірольськими гірськими проходами до Італії, а також копальнями. Весілля відбулося 16 вересня 1330 року в Інсбруку.
Натомість імператор Людовик IV Віттельсбах того ж року таємно пообіцяв Каринтію, марку Крайна та південь Тіролю небожам Генріха Горицького — австрійським герцогам Альбрехту II та Оттону Габсбургам. Це було виконано у 1335 році після смерті Генріха Горицького.
На допомогу Йоганну Генріху прийшов його батько, що замирився з польським королем Казимиром III і здійснив військову кампанію проти Австрії. За її результатами у місті Енс 9 жовтня 1336 року було укладено мирний договір, відповідно до якого Йоганн Генріх відмовився від Каринтії та Крайни, а натомість з дружиною отримав увесь Тіроль.
Проте фактична влада в графстві належала його старшому братові Карлу, що отримав статус регента. Той невдовзі через жорстку вдачу та бажання централізації вступив у протистояння з місцевою шляхтою. Крім того, в Йоганна Генріха та його дружини виникла сильна огида один до одного. Нарешті Маргарита очолила повстання проти свого чоловіка, коли 1 листопада 1341 року відмовила йому в доступі до замку Тіроль. Йоганн Генріх утік до Аквілейського патріархату, а його дружина стверджувала, що їхній шлюб ніколи не був завершено відповідним чином. Маргариту підтримав імператор Людовик IV, який сам мав плани закріпити тірольську спадщину за своєю династією. Він змусив Марсілія Падуанського та Вільгельма Оккама підтримати думку про недійсність шлюбу.
Принижений Йоганн Генріх повернувся до Богемії. Його батько об'єднався з папою римським Климентом VI, який наклав інтердикт на імператора та графиню. Шлюб Йоганна Генріха був остаточно розірваний згідно з канонічним правом у 1349 році. Невдовзі він одружився з донькою князя Миколая II Опавського, отримавши від брата — імператора Карла IV маркграфство Моравію. У свою чергу, Йоганн Генріх був змушений відмовитися від усіх прав на богемський трон.
Збудував палац в Празі, що став однією з його резиденцій. Втім більше часу проводив у місті Брно. Заснував тут монастир августинців, який мав стати місцем останнього спочинку всіх членів моравської гілки династії Люксембургів. Активно проводив політику зміцнення центральної влади, приборкуючи місцеву шляхту та магнатів. В результаті численні державні землі, раніше захоплені феодалами, було повернуто до скарбниці.
У 1363 році помирає дружина. Збирався одружитися з Єлизаветою Тешинською, забравши її з монастиря, але зустрів незгоду Папського престолу. 1364 року він знову одружився — з донькою австрійського герцога Альбрехта II, але та вже у 1366 році померла. Того року оженився вчетверте.
Помер у 1375 році в Брно. Похований в абатстві Святого Томаса, який заснував невдовзі перед тим. Владу успадкував його старший син Йост, який невдовзі розділив Моравію з братами Прокопом і Яном Собеславом.

## Родина
1. Дружина — Маргарита Маульташ, донька Генріха Горицького, герцога Каринтії, маркграфа Крайни і графа Тіролю
дітей не було
2. Дружина — Маргарита, донька Миколая II, князя Опавського
Діти:
- Йост (1351—1411), маркграф Моравії
- Катерина (1353—1378), дружина Генріха Немодлінського
- Ян Собеслав (1355/1357 — 1380), маркграф Моравії
- Прокоп (1358—1405), маркграф Моравії
- Єлизавета (д/н— 1400), дружина Вільгельма I Веттіна, маркграфа Мейсену
- Анна (д/н—до 1405), дружина Петра II з Штернберка

3. Дружина — Маргарита, донька Альберта II Габсбурга, герцога Австрії
дітей не було
4. Дружина — Єлизавета, донька графа Альбрехта Еттінгена
дітей не було
- бастард Ян (1345—1394), патріарх Аквілеї